# Amastus rufocinnamomea
Amastus rufocinnamomea là một loài bướm đêm thuộc phân họ Arctiinae, họ Erebidae.